# Hesperornithoides
Hesperornithoides – wymarły rodzaj pierzastego dinozaura, teropoda z grupy maniraptorów i Paraves oraz rodziny Troodontidae.
Skamieniałości nieznanego zwierzęcia znaleziono w 2001 w USA, w stanie Wyoming, w okolicy Douglas. Znajduje się tam późnojurajska formacja Morrison, znana z wielu poprzednich odkryć. Tym razem w jej środkowej części, datowanej na oksford-tyton, znanej z pozostałości superzaura, stegozaurzych płyt i zębów teropodów, znaleziono pozostałości dwóch osobników, dorosłego i młodocianego, obejmujące zarówno czaszkę, jak i szkielet pozaczaszkowy, w tym kończyn. Weszły one w skład prywatnego zbioru. W 2005 przekazano je fundacji Big Horn Basin, która w 2016 wraz z Wyoming Dinosaur Center utworzyła The Wyoming Dinosaur Center. Okaz zwany Lori, skatalogowany wcześniej jako WDC DML-001, a później WYDICE-DML-001, został objęty opieką nowego centrum.
Budowa okazów uzasadniała zaliczenie ich do grupy teropodów z bliskiej ptakom grupy Paraves. Szkielet kończyn wskazywał na naziemny tryb życia, bez możliwości lotu, charakteryzującej niektóre inne nieptasie dinozaury, o pierzastych bądź rzadziej błoniastych skrzydłach, jak Ambopteryx. Dokładniejsze badania wskazały na przynależność w obrębie Paraves do Deinonychosauria i rodziny troodonów. Wskazano odróżniające okaz cechy czaszki, kości ramiennej, ręki i kości piszczelowej. Autorzy nazwali nowy rodzaj Hesperornithoides. Pierwszy człon nazwy, hesper, wywodzi się z języka greckiego i oznacza zachodni. Odnosi się do amerykańskiego zachodu. Kolejny, ornis, wywodzi się z tego samego języka i odnosi się do ptaków. Ostatni, oeides, wskazuje na podobieństwo. Hartmanowi et al. chodziło tutaj o podobieństwo Paraves do ptaków. W obrębie rodzaju umieszczono gatunek Hesperornithoides miessleri. Jego epitet gatunkowy upamiętnia rodzinę Miessler w uznaniu wsparcia udzielonego projektowi badawczemu. Przeprowadzono analizę filogenetyczną, która wskazała jako najbliższych krewnych Hesperornithoides rodzaje Sinusonasus i XIxiasaurus.